# شهرستان کنت (تگزاس)
شهرستان کنت، تگزاس (به انگلیسی: Kent County, Texas) یک سکونتگاه مسکونی در ایالات متحده آمریکا است که در تگزاس واقع شده‌است.

## خصوصیات
شهرستان کنت ۲٬۳۳۸٫۷۷ کیلومترمربع مساحت دارد.